# Jonathan Delaplace
Jonathan Delaplace (La Seyne-sur-Mer, 20 de marzo de 1986) es un exfutbolista francés que jugaba de centrocampista.

## Clubes
| Club                          | País    | Año       |
| ----------------------------- | ------- | --------- |
| Hyères F. C.                  | Francia | 2005-2007 |
| Étoile sportive fréjusienne   | Francia | 2007-2009 |
| É. F. C. Fréjus Saint-Raphaël | Francia | 2009-2010 |
| S. V. Zulte Waregem           | Bélgica | 2010-2013 |
| Lille O. S. C.                | Francia | 2013-2015 |
| S. M. Caen                    | Francia | 2015-2018 |
| F. C. Lorient                 | Francia | 2018-2021 |
| U. S. Montagnarde             | Francia | 2022-2023 |